# دلميرو
دلميرو إيفورا ناسيمنتو (من مواليد 29 أغسطس 1988)، المعروف باسم ديلميرو، هو لاعب كرة قدم محترف من الرأس الأخضر يلعب كمدافع لنادي أريس ليماسول القبرصي.